# Daniel Schneider (Politiker, 1976)
Daniel Dominik Schneider (* 11. Dezember 1976 in Cuxhaven) ist ein deutscher Politiker (SPD). Von 2021 bis 2025 war er Mitglied des Deutschen Bundestages.

## Ausbildung und Beruf
Schneider erhielt 1998 sein Wirtschaftsabitur in Cuxhaven, während er als Schüler bereits in der Gastronomie, als Bühnenhelfer im Stadttheater Cuxhaven und als Veranstalter tätig war. Anschließend absolvierte er seinen Zivildienst und studierte 1999 Kommunikations- und Marketingwirtschaft an der Werbe- und Medienakademie Marquardt in Dortmund.
Von 2003 bis 2004 war er Mitglied des Host Port Committees für THE TALL SHIPS´ RACE als Mitarbeiter der Nordseeheilbad Cuxhaven GmbH. Danach war er bis 2005 Eventmanager in den Hapag-Hallen am Steubenhöft in Cuxhaven tätig. Seitdem ist er Gründer und Geschäftsführer des Deichbrand-Festivals. Dabei war er von 2007 bis 2009 parallel in Vollzeit als Berater in Marketing- und Kommunikationsagenturen in München. 2010 gründete er die ESK Events & Promotion GmbH und die HKES Eventlogistik GmbH. 2017 war er Vorstandsmitglied der Tourismuswirtschaftsgemeinschaft Cuxhaven. 2018 gründete er Visit Cuxhaven und den Eventkontor Cuxhaven.

## Politische Tätigkeiten
Bei der Bundestagswahl 2021 gewann Schneider mit 36,8 % der Erststimmen den Bundestagswahlkreis Cuxhaven – Stade II. Zudem kandidierte er auf Platz 23 der Landesliste der SPD Niedersachsen. Er war ordentliches Mitglied im Ausschuss für Kultur und Medien und im Ausschuss für Umwelt, Naturschutz, nukleare Sicherheit und Verbraucherschutz, außerdem war er stellvertretendes Mitglied im Ausschuss für Digitales.
Bei der Bundestagswahl 2025 unterlag er mit 30,5 % der Erststimmen knapp seinem Mitbewerber Christoph Frauenpreiß (CDU), welcher ein Ergebnis von 32,7 % erzielte.

## Privates
Schneider wurde in Cuxhaven geboren, lebte danach in Dortmund, München und Hamburg und wohnt seit 2019 mit seiner Partnerin und zwei Söhnen in Otterndorf.